# コモンウェルス (米国州)

赤で示されているのが「コモンウェルス」と称する4州

コモンウェルス（英: commonwealth）は、アメリカ合衆国を構成する一部の州が、その政治的地位を指して用いる表現であり、通常、日本語では他の州の state と同じく「州」と訳される。米国において、同様に「コモンウェルス」と表現される自治連邦区（プエルトリコ、北マリアナ諸島）や、イギリス連邦系の国々に関する用語法とは意味が異なる。
アメリカ合衆国を構成する州のうち、ケンタッキー州、マサチューセッツ州、ペンシルベニア州、バージニア州 の4州は、州憲法で自らを「コモンウェルス (Commonwealth)」であると規定している。こうした規定は、合衆国憲法の規定に何らの影響を及ぼすものではなく、各州政府が「government based on the common consent of the people（人民が共有する合意に基づく政府）」であることを強調した表現であり、それ以前のイギリス国王から与えられた王領植民地という地位に対置される概念であった。この文脈における「コモンウェルス (Commonwealth)」とは、民衆の「共通の (common)」「富 (wealth)」ないし「福祉 (welfare)」を意味し、共和国 (republic) を意味する古い用語であった（17世紀の用例である Commonwealth of England イングランド共和国を参照）。

## ケンタッキー州

ケンタッキー州旗

1785年、当時のバージニア州ケンタッキー郡 (Kentucky County, Virginia) の住民たちは、バージニア州 (Commonwealth of Virginia) の州議会に対して、新たな州としての分離独立を請願した。彼らは、ケンタッキーが自由で独立した州となり、「the Commonwealth of Kentucky」という名で知られるようになることを望んでいた。1792年6月1日、ケンタッキーは正式に、郡から州へ昇格した。ケンタッキー州憲法は、1850年の改正で、「すべての執行と為政権」を、（それまで用いられていた「State of Kentucky」に代えて）「Commonwealth of Kentucky」に与えるとした文言を採用した。
ケンタッキー州は、独立13州以外で「コモンウェルス」を名乗る唯一の州である。
また、「コモンウェルス」を名乗る4州の中では、州務長官の肩書きが「Secretary of State」となる唯一の州である。
なお、後述のバージニア州と同様に、地域の検察官の公式な肩書きは「Commonwealth's Attorney」という。

## マサチューセッツ州

マサチューセッツ州旗

マサチューセッツ州は、州憲法において「The Commonwealth of Massachusetts」と名乗っている。もともと、1780年までに制定されたすべての法と決議と、州憲法の最初の草案においては、植民地時代（マサチューセッツ湾植民地、マサチューセッツ湾直轄植民地）以来の名称を継承した「State of Massachusetts Bay」という名が用いられていた。「コモンウェルス」と称する現在の名称は、ジョン・アダムズが起草した州憲法の第2次草案に遡ることができ、この草案が1780年に州憲法として採択されたものである。

## ペンシルベニア州

ペンシルベニア州旗

Seal of the State of Pennsylvania と記された州の紋章

ペンシルベニア州では、州の紋章 (Seal of Pennsylvania) には、「State of Pennsylvania」とあり、「コモンウェルス」の語は入っていないが、法的手続きは「コモンウェルス」の名において行われ伝統的に公式の場では「コモンウェルス」を用いて州に言及するようになっている。1776年の最初の州憲法において「Commonwealth」と「State」の両方が州を指す表現として用いられており、このパターンは、その後の1790年、1838年、1874年、1969年の州憲法でも繰り返されている。
植民地時代以来の「コモンウェルス」の呼称に関する事項を含め、ペンシルベニアの統治機構の起源についての詳細な歴史は、州務長官 (the Secretary of the Commonwealth) 局から提供されている。

## バージニア州

バージニア州旗

バージニア州は、イギリスからの独立以来ずっと「Commonwealth of Virginia」の名称を用いている。1776年6月29日に採択された最初の州憲法 (Constitution of Virginia) の定めるところでは、「委任状や認可状は、コモンウェルス・オブ・バージニアの名において (In the Name of the commonwealth of Virginia) 作成し、知事が決裁してコモンウェルスの印 (the Seal of the Commonwealth) を付す」よう指示されている。バージニアの州務長官 (Secretary of the Commonwealth of Virginia) は、現在もそのように委任状を発行している。さらに、この州憲法では、有罪の判決文において「Against the peace and dignity of the Commonwealth（コモンウェルスの平和と尊厳に反するものである）」という文言を入れることを求めていた。また、バージニア州の各警察管区ごとに選挙で選ばれる地域の検察官の公式な肩書きは「Commonwealth's Attorney」というが、これは他の州の「State's Attorney」や、より一般的な「District Attorney」に相当するものである。
バージニア州では、「State」の表現も公的に使われているが、単独で「州」を指す場合ではなく、「State Corporation Commission」や「Virginia State Police」のように複合語の中で使用されるのが普通である。